# Steamboat Bill, jr.
Steamboat Bill, jr. (alternative Titel: Wasser hat keine Balken, Wasser hat Balken, Stürmische Zeiten, Dampfer-Willis Sohn) ist eine Stummfilmkomödie mit Buster Keaton aus dem Jahr 1928. Der Alternativtitel Wasser hat keine Balken wird auch für den Buster Keaton-Film The Boat verwendet.

## Handlung
William 'Steamboat Bill' Canfield Sr. ist ein bärbeißiger Kapitän und fährt mit seinem alten Dampfschiff an den Ufern des Mississippi. Doch der neureiche Bankier Mr. King erbaut ebenfalls ein neues Dampfschiff und liefert sich nun mit Steamboat Bill einen heftigen Konkurrenzkampf. Dessen Sohn William, der in Boston aufgewachsen ist und seinen Vater noch nie gesehen hat, kommt zu Besuch. Der Vater ist wenig erbaut über seinen Sohn und vor allem über dessen äußere Erscheinung. Er hatte sich seinen Sohn als großen, kräftigen jungen Mann vorgestellt, stattdessen ist dieser ein schmächtiger Bursche mit schmalem Bärtchen, Baskenmütze und modischen Kleidern. Er hat auch eine Ukulele dabei. Der alte Kapitän lässt seinem Sohn den Bart abrasieren und kauft ihm neue Kleider. Beim Friseur begegnet William jr. Kitty, einem Mädchen, das er aus Boston kennt. Er verliebt sich in Kitty, doch es stellt sich heraus, dass diese die Tochter von Mr. King, dem Rivalen seines Vaters, ist. Er gerät damit in einen Loyalitätskonflikt mit seinem Vater.
William Jr. versucht immer wieder mit Kitty zusammenzutreffen, doch die beiden Väter versuchen die Verbindung mit allen Mittel zu verhindern. Es kommt zu einer Reihe von Verwicklungen und Auseinandersetzungen. Schließlich wird Steamboat Bill ins Gefängnis geworfen, als er sich mit Mr. King eine Prügelei liefert, weil seinem Schiff die Fahrerlaubnis entzogen wurde. Als ein Wirbelsturm die Kleinstadt in Trümmer legt, eilt William jr. in einem wahrhaft stürmischen Finale zur Hilfe: Zunächst rettet er Kitty aus den Fluten, dann befreit er seinen Vater aus dem in den Fluten schwimmenden Gefängnis, und schließlich holt er auch Mr. King aus dessen untergegangenem Dampfschiff. Die Väter vertragen sich und haben nichts mehr gegen die Beziehung von William jr. und Kitty einzuwenden.
Zu guter Letzt wirft William jr. einem Rettungsring ins Wasser und springt durch diesen hindurch ins Wasser. Überraschend kehrt er wieder, einen Pfarrer im Rettungsring zum Dampfboot ziehend, wohl als Metapher für eine Heirat.

## Hintergrund
Steamboat Bill, jr. war kein Erfolg an den Kinokassen für Buster Keaton. Nach mehreren Flops läutete dieser Film das Ende seiner Zusammenarbeit mit dem Produzenten Schenk ein.
Der Filmarchitekt war Fred Gabourie.

## Kritik
Lexikon des internationalen Films: Keatons letztes unabhängig produziertes Meisterwerk besticht mit seinen brillanten Einfällen und seiner soliden Dramaturgie.

## Wissenswertes
Der Film enthält die berühmte Szene, in der während des Wirbelsturms die Fassade eines Hauses auf William jr. fällt – allerdings genau mit einer Fensteröffnung, so dass ihm nichts passiert. Keaton führte diesen Stunt – wie damals üblich – selbst durch. Wenn man genau hinsieht, kann man hinter der Fassade den Schatten des Helfers sehen, der die Wand hält bzw. fallen lässt.
Der Film wurde in hoher Qualität digital restauriert.